# Pedras de Jelling

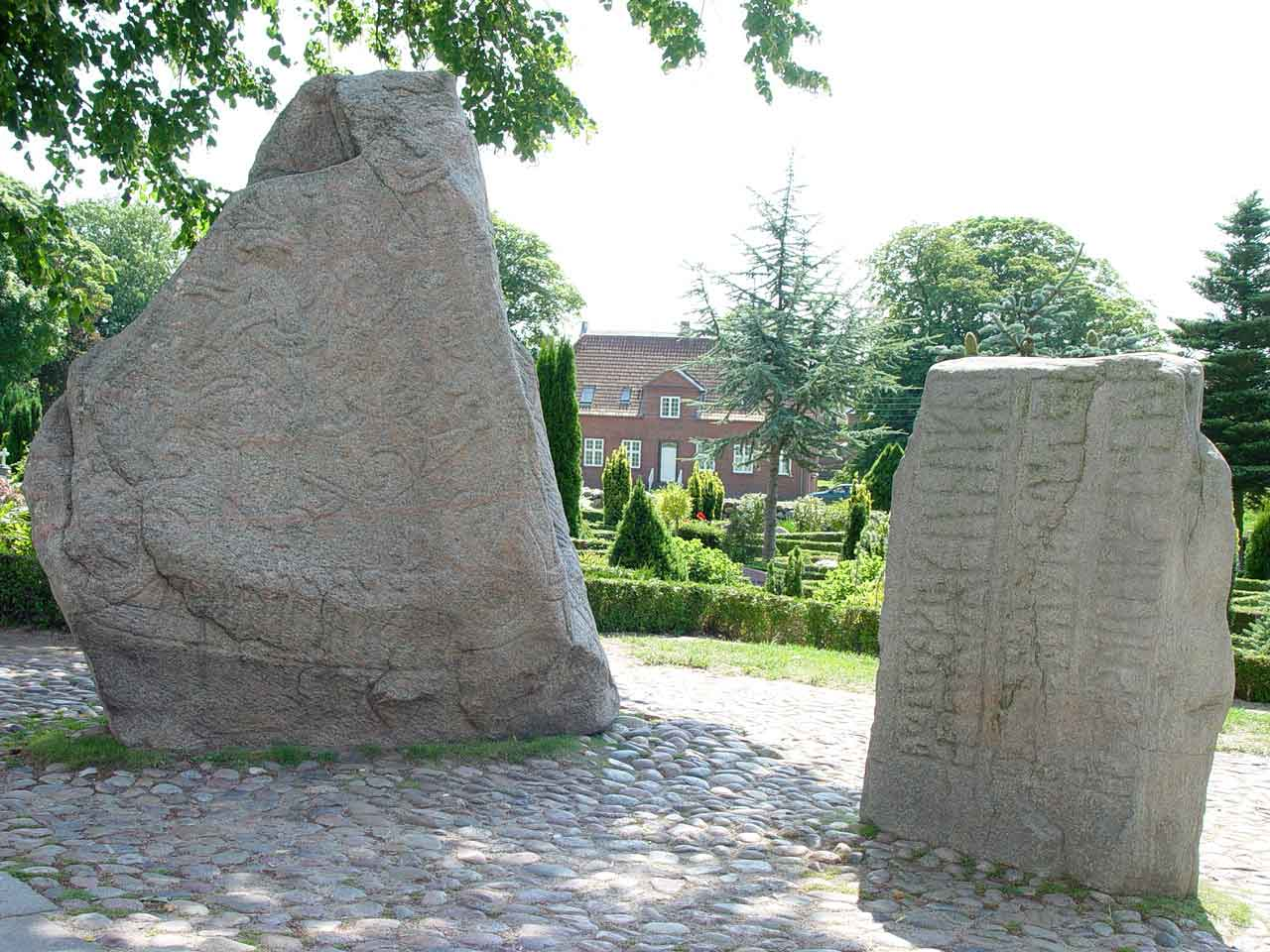
As pedras vistas de trás

A designação Pedras de Jelling (em dinamarquês: Jellingstenene;  PRONÚNCIA) refere-se a duas pedras rúnicas, do século X, que se encontram junto à Igreja de Jelling, na localidade de Jelling, na Dinamarca.
Em 1994, passaram a figurar na lista do património da humanidade, da Unesco, com o nome Monumentos de Jellinge (Jellingmonumenterne), juntamente com a Igreja de Jellinge (Jelling Kirke) e os montes funerários de Jellinge (Jellinghøjene), onde se encontram os túmulos do rei Gormo, o Velho, da Dinamarca e de sua esposa, Thyra. São exemplos notáveis da transição da Dinamarca da era pagã para a era cristã.
Para além de inscrições rúnicas, uma das pedras ostenta desenhos com uma mistura de motivos pagãos com um Cristo.

## A pedra grande de Jelling
A pedra grande de Jelling é uma pedra rúnica erigida por Haroldo Dente-Azul por volta de 965, em Jelling, na Dinamarca.
A runas da inscrição na pedra dizem (em Nórdico antigo, Dinamarquês e Português):
       :       :    :      

HARALTR        KUNUKR      BATH     KAURUA
HARALD         KONGE       BØD      GØRE
HAROLDO        REI         MANDOU   FAZER

    :      :   :     :      :   

KUBL    THAUSI   AFT     KURM    FATHUR    SIN
KUMLER  DISSE   EFTER    GORM    FADER     SIN
ERGUER  ESTAS  EM HONRA  DE GORM PAI       SEU

   :   :       :      :     :  

AUK     AFT    THAURUI    MUTHUR    SINA,   SA
OG     EFTER    THYRA      MODER     SIN,    DEN
E     EM HONRA DE THYRA   MÃE       SUA,    O

       :    :   :    :        

HARALTR     IAS   SAR    UAN        TANMAURK
HARALD      SOM   SIG   VANDT       DANMARK
HAROLDO     QUE PARA SI CONQUISTOU  A DINAMARCA

   :    :       

ALA     AUK      NURUIAK
AL      OG       NORGE
TODA    E        A NORUEGA

   :    :      :       

AUK     TANI     KARTHI    KRISTNA
OG     DANERNE   GJORDE    KRISTNE
E OS DINAMARQUESES FEZ     CRISTÃOS

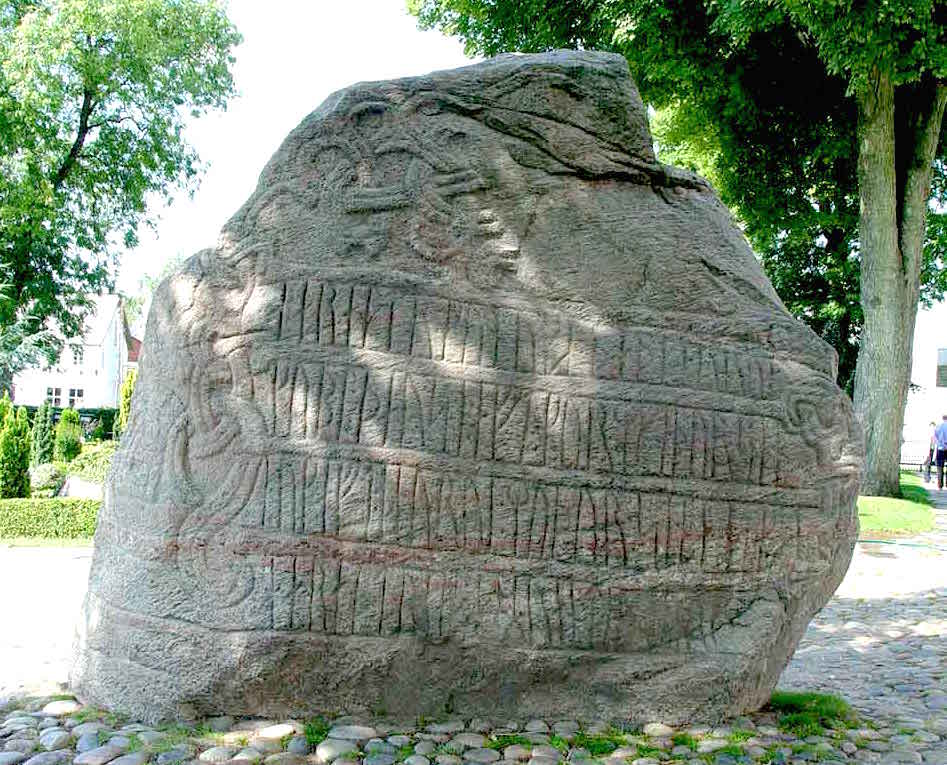
Inscrições na pedra grande

Esta pedra é muitas vezes considerada a certidão de nascimento da Dinamarca.

## A pedra pequena de Jelling
Ao lado da pedra grande, encontra-se a pedra pequena de Jelling, erigida por Gormo, o Velho, por volta de 955.
Na inscrição, lê-se:

kurmr kunukr karthi kubl   thusi aft     thurui    kunu  sina tanmakar    but
Gorm  konge  gjorde kumler disse efter   Thyra     kone  sin  danmarks    bod
Gorm  rei    fez    erguer esta em honra de Thyra esposa sua da Dinamarca homenagem

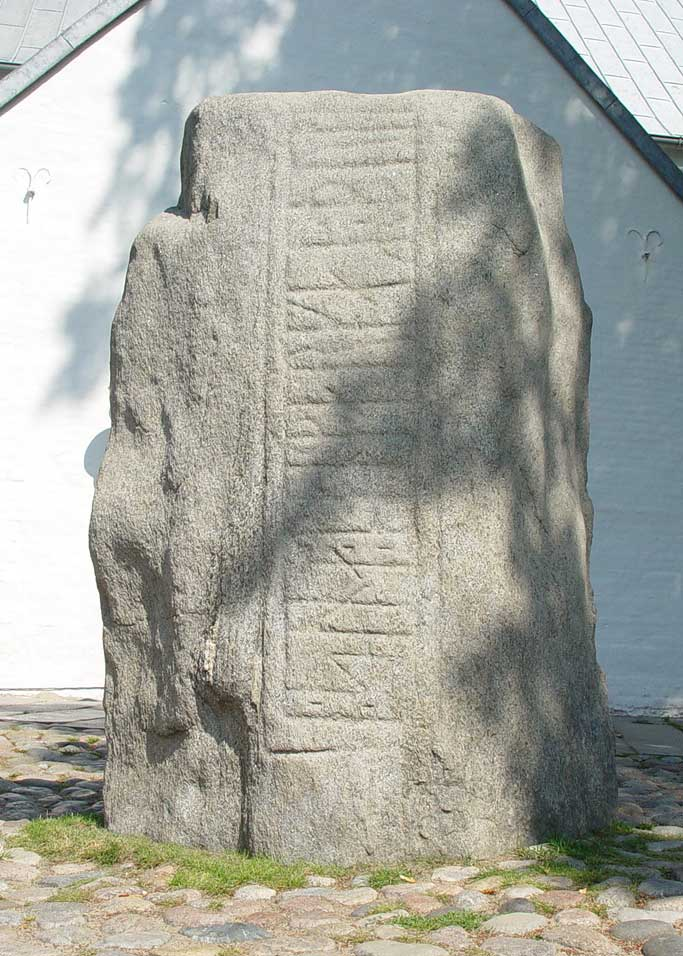
Frente da pedra pequena

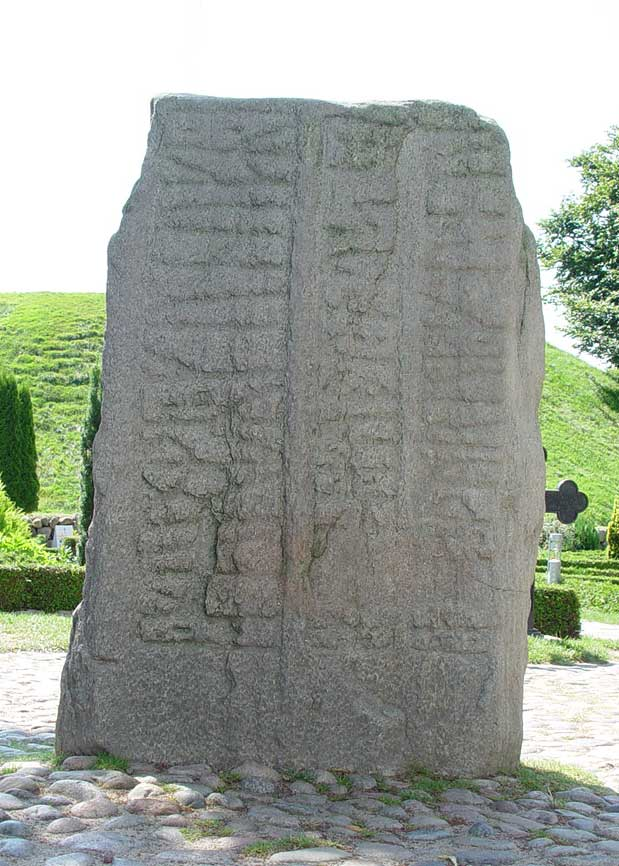
Costas da pedra pequena

É a referência mais antiga ao nome Dinamarca, dentro das suas fronteiras. O nome aparece 75 anos antes, em referências de outros países.
O significado das últimas palavras "danmarks bod" é incerto, não se sabendo exactamente se se referem a Gormo ou a Thyra.
A pedra deve ter sido colocada originalmente entre os montes onde se encontram as sepulturas de Gorm e Thyra, mas existem referências do século XVII que a colocam já junto a porta da igreja, onde agora se encontra.